# Antenas en fase

Diagrama animado que muestra cómo funciona una antena en serie en fase. TX - transmisor, φ - desfasador, A - matriz de antenas, C - ordenador. Las líneas rojas son los frentes de onda de cada antena individual. Las líneas rojas en movimiento muestran los frentes de onda, de las ondas de radio emitidas por cada elemento. Los frentes de onda individuales son esféricos, pero combinan (superposiciones) delante de la antena para crear una onda plana, un haz de ondas de radio que viajan en una dirección específica. Los desfasadores retrasan las ondas de radio que suben progresivamente por la línea, por lo que cada antena emite su frente de onda más tarde que la que está debajo. Esto hace que la onda plana resultante se dirija en un ángulo "θ" al eje de la antena. Al cambiar los cambios de fase, la Pc puede cambiar instantáneamente el ángulo θ del haz. La mayoría de los arreglos en fase tienen matrices bidimensionales de antenas en lugar de la matriz lineal que se muestra aquí, y el haz se puede dirigir en dos dimensiones. La velocidad de las ondas de radio se ralentiza enormemente.

Una matriz en fase de 15 emisores espaciados, un cuarto de longitud de onda aparte. La fase entre los emisores adyacentes es barrida entre -120 grados y 120 grados.

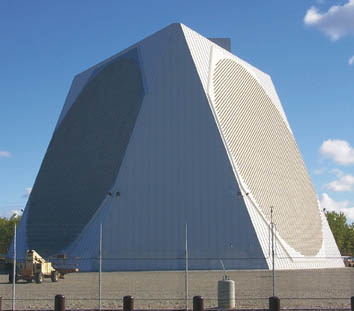
Radar de antenas en fase PAVE PAWS en Alaska.

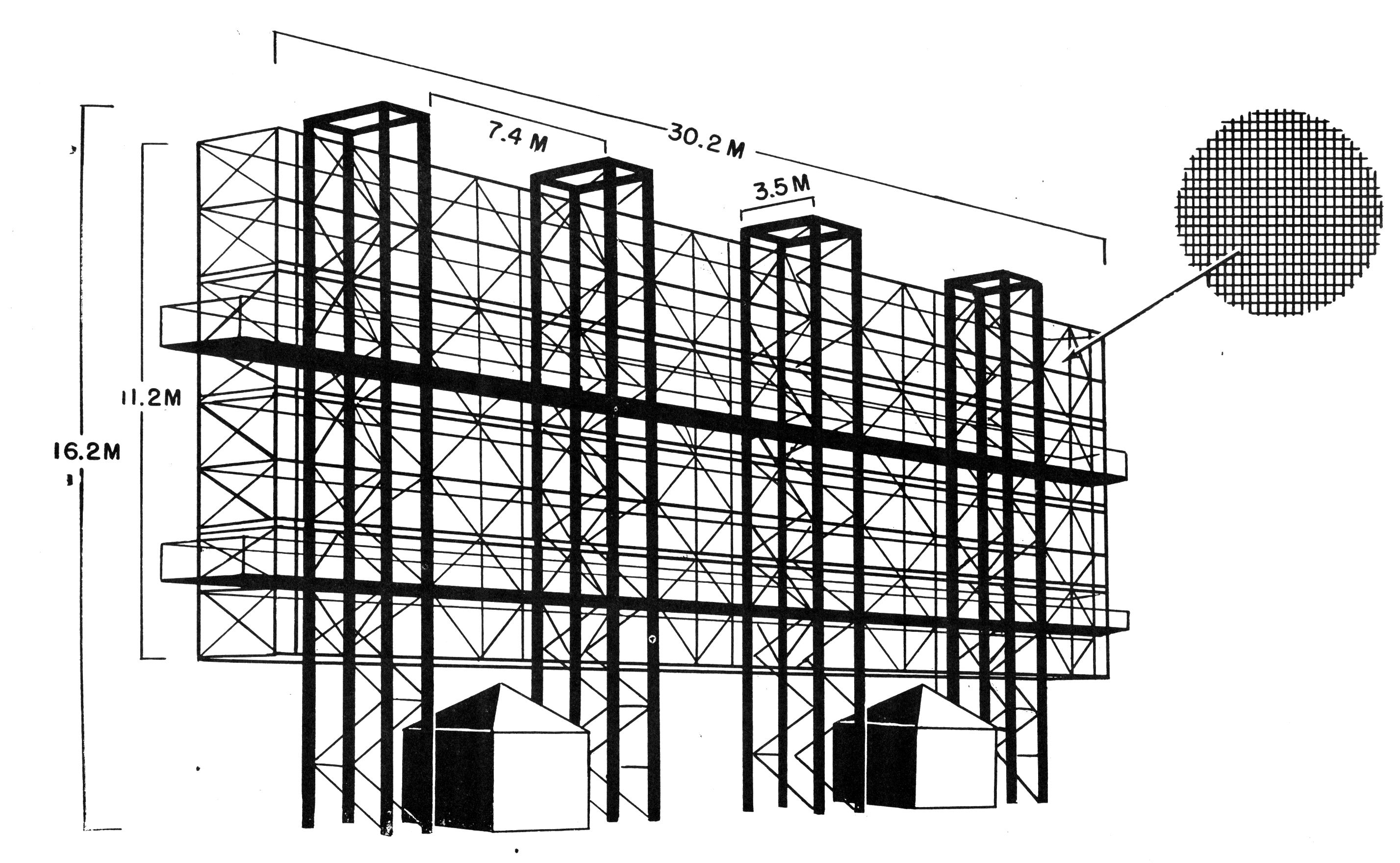
Modelo de radar de antenas en fase de la Segunda Guerra Mundial.

Antenas en fase (en inglés: phased array) son un conjunto de antenas en el cual las fases relativas de las señales con que se alimenta cada antena se varían intencionadamente con objeto de alterar el diagrama de radiación del conjunto. Lo normal es reforzar la radiación en una dirección concreta y suprimirla en direcciones indeseadas.
Esta tecnología fue desarrollada originalmente por el Premio Nobel Luis Walter Álvarez durante la Segunda Guerra Mundial, para funcionar en radares de respuesta rápida destinados a aplicaciones de Ground-Controlled Approach (GCA), es decir, de ayuda al aterrizaje de aeronaves. Más tarde se adaptó para usos en radioastronomía, valiéndole el Premio Nobel de Física a Anthony Hewish y Martin Ryle, tras desarrollar antenas en fase de gran tamaño en la Universidad de Cambridge. El diseño se usa por tanto en radar y es de uso habitual en antenas de radio interferométricas.

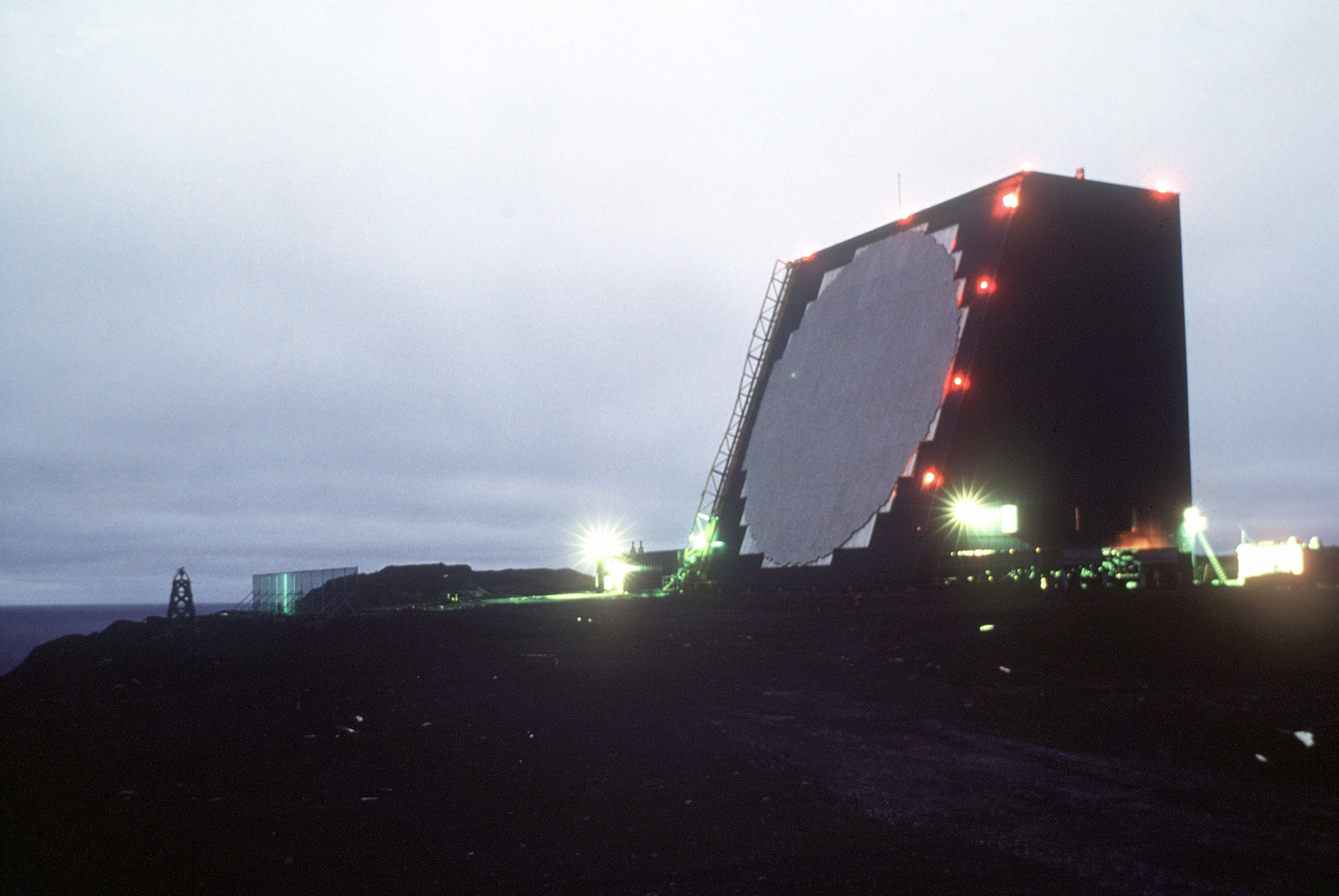
Base en Alaska de Cobra Dane.

Si todos los elementos del arreglo, están contenidos en el mismo plano y la señal con que se alimentan es de la misma fase, entonces se estará reforzando la dirección perpendicular a ese plano. Si se altera la fase relativa de las señales se podrá "mover" el haz (en realidad lo que se está haciendo es cambiar la dirección en la cual las interferencias son constructivas). Se consigue de este modo hacer barridos sin necesidad de movimiento físico, con la ventaja añadida de que se pueden escanear ángulos del orden de miles de grados por segundo. Esto permite utilizar la antena para compaginar simultáneamente funciones de detección y de seguimiento muchos blancos individuales. Apagando y encendiendo algunos de los elementos radiantes se puede variar el haz de radiación, ensanchándolo para mejorar las funciones de búsqueda o estrechándolo para hacer un seguimiento preciso de un objetivo. 
El punto débil de los "arreglos en fase" es la imposibilidad de dirigirlo correctamente en ángulos cercanos al plano en el que están los elementos radiantes. Para hacer una cobertura de 360° se suelen disponer tres arreglos en las paredes de una superficie piramidal (ver foto). 
El uso de los "arreglos en fase" se remonta a la Segunda Guerra Mundial, pero las limitaciones de la electrónica hacían que fueran poco precisos. Su aplicación original era la defensa antimisiles. En la actualidad son parte imprescindible del sistema AEGIS y el sistema balístico MIM-104 Patriot. Su uso se va extendiendo debido a la fiabilidad derivada del hecho de que no tienen partes móviles. Casi todos los radares militares modernos se basan en "arreglos en fase", relegando los sistemas basados en antenas rotatorias a aplicaciones donde el costo es un factor determinante (tráfico aéreo, meteorología,...) Su uso está también extendido en aeronaves militares debido a su capacidad de seguir múltiples objetivos. El primer avión en usar uno fue el B-1B Lancer, y el primer caza, el MiG-31 ruso. El sistema de radar de dicho avión está considerado como el más potente de entre todos los cazas de su generación.
En radioastronomía también se emplean los "arreglos en fase" para, por medio de técnicas de apertura sintética, obtener haces de radiación muy estrechos. La apertura sintética se usa también en radares de aviones.

## Uso de los "arreglos en fase"

### Broadcasting (difusión)
En ingeniería de difusión (broadcast), los "arreglos en fase" se usan en muchas estaciones de difusión AM por radio para mejorar la potencia de la señal y por lo tanto mejorar la cobertura ofrecida dentro del área establecida para la difusión, minimizando así las interferencias en otras áreas colindantes. Debido a la diferencia entre el día y la noche para la propagación de las ondas por la ionosfera a frecuencias medias, es muy común que las estaciones AM cambien de patrones de radiación utilizando unos para el día y otros para la noche mediante cambios en la fase y la potencia suministrados a los elementos radiantes de cada antena individual. 
En VHF, los "arreglos en fase" se usan por extensión para la difusión FM. De esta forma se consigue aumentar en gran medida la ganancia de la antena maximizando la energía de radiofrecuencia emitida hacia el horizonte lo que en consecuencia aumenta considerablemente el rango de difusión de la estación. 

### Uso Naval

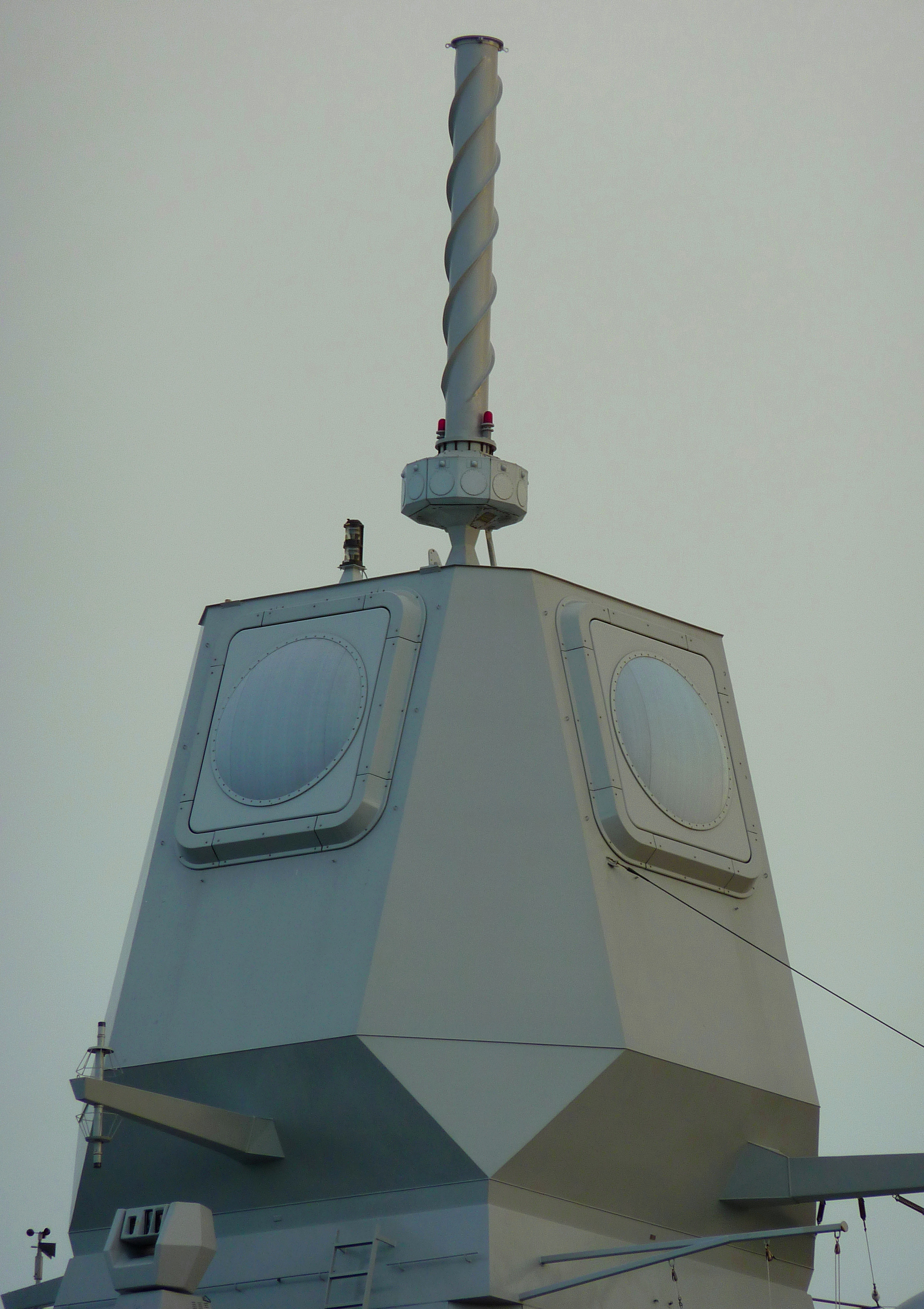
Paneles del radar de antenas en fase APAR de la fragata clase De Zeven Provinciën Tromp, F-803, de la Armada Real de los Países Bajos.

Los sistemas de radar basados en "arreglos en fase" se usan en barcos de guerra de diversas armadas como las de China, Noruega, EE. UU., España, Corea del Sur, etc. Los radares basados en "arreglos en fase" permiten a los barcos de guerra usar un radar para detección y búsqueda superficial (encontrando barcos), y aérea (detectando misiles y aviones). Antes de usar estos sistemas, cada misil tierra-aire en vuelo necesitaba un radar de control dedicado, lo que significaba que los barcos podían únicamente tener localizados un pequeño número de objetivos. Dado que el haz del radar está dirigido electrónicamente, estos sistemas pueden dirigir las radiaciones del radar lo suficientemente rápido como para mantener simultáneamente controlados numerosos objetivos, y a la vez, seguir controlando misiles en vuelo. Por ejemplo el radar AN/SPY-1, que pertenece al sistema Aegis combat system de los cruceros y destructores estadounidenses, "es capaz de realizar tareas de búsqueda, localización y guía de misiles simultáneamente de unos 100 objetivos"

### Pruebas de comunicaciones espaciales
La nave espacial MESSENGER , con  misión  hacia el planeta Mercurio, llegó el 18 de marzo de 2011.  Esta nave es la primera en ir a una misión al espacio lejano usando "arreglos en fase" para telecomunicaciones.

### Usos en climatología

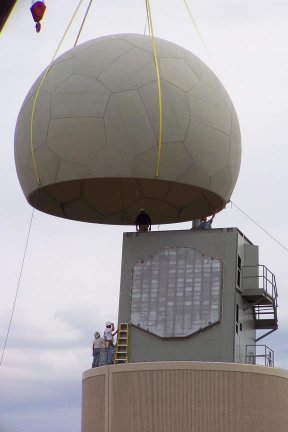
Instalando el AN/SPY-1A en Norman, OK.

El  Laboratorio Nacional de tormentas severas ha estado usando una antena basada en "arreglos en fase" tipo SPY-1A procedente de la Armada de Estados Unidos para estudios climatológicos desde el 23 de abril de 2003. Mediante este tipo de estudios se logra una mejor comprensión de los tornados y tormentas, pudiendo así predecirlos con mayor margen de tiempo para tomar las precauciones pertinentes. 

### Comunicaciones ópticas
Es posible construir "arreglos en fase" ópticos que emitan en las bandas visibles o infrarrojas. Estos "arreglos en fase" se usan en multiplexadores de longitud de onda , filtros para telecomunicaciones. direccionamiento de rayos láser, y holografía.

### Identificaciones de radiofrecuencia
Las antenas basadas en "arreglos en fase" han sido incluidas recientemente en sistemas RFID para mejorar de forma significativa la capacidad lectora de las tarjetas pasivas de UHF que pasen de 20 a 600 pies.

## Fórmulas
Un "arreglos en fase" es un ejemplo de difracción. Puede ser visto como la suma de N fuentes lineales coherentes. Cada antena individual hace el papel de una abertura, emitiendo ondas de radio cuyo patrón de difracción puede ser calculado sumando el desplazamiento de fase φ.
Empezamos con el patrón de difracción de N aberturas:
{\displaystyle \psi ={{\psi }_{0}}\left[{\frac {\sin \left({\frac {\pi a}{\lambda }}\sin \theta \right)}{{\frac {\pi a}{\lambda }}\sin \theta }}\right]\left[{\frac {\sin \left({\frac {N}{2}}{kd}\sin \theta \right)}{\sin \left({\frac {kd}{2}}\sin \theta \right)}}\right]}
Ahora, añadiendo el término φ a {\displaystyle {\begin{matrix}kd\sin \theta \,\end{matrix}}} el segundo término queda de la siguiente forma:
{\displaystyle \psi ={{\psi }_{0}}\left[{\frac {\sin \left({\frac {\pi a}{\lambda }}\sin \theta \right)}{{\frac {\pi a}{\lambda }}\sin \theta }}\right]\left[{\frac {\sin \left({\frac {N}{2}}{\big (}{\frac {2\pi d}{\lambda }}\sin \theta +\phi {\big )}\right)}{\sin \left({\frac {\pi d}{\lambda }}\sin \theta +\phi \right)}}\right]}
Se toma el cuadrado de la función de la onda, obteniendo la intensidad de la misma:
{\displaystyle I=I_{0}{{\left[{\frac {\sin \left({\frac {\pi a}{\lambda }}\sin \theta \right)}{{\frac {\pi a}{\lambda }}\sin[\theta ]}}\right]}^{2}}{{\left[{\frac {\sin \left({\frac {N}{2}}({\frac {2\pi d}{\lambda }}\sin \theta +\phi )\right)}{\sin \left({\frac {\pi d}{\lambda }}\sin \theta +\phi \right)}}\right]}^{2}}}
{\displaystyle I=I_{0}{{\left[{\frac {\sin \left({\frac {\pi a}{\lambda }}\sin \theta \right)}{{\frac {\pi a}{\lambda }}\sin \theta }}\right]}^{2}}{{\left[{\frac {\sin \left({\frac {\pi }{\lambda }}Nd\sin \theta +{\frac {N}{2}}\phi \right)}{\sin \left({\frac {\pi d}{\lambda }}\sin \theta +\phi \right)}}\right]}^{2}}}
Ahora se espacian los emisores una distancia {\displaystyle d={\begin{matrix}{\frac {\lambda }{4}}\end{matrix}}} .Esta distancia la elegimos por simplificar los cálculos, pero puede ser ajustada como cualquier fracción escalar de la longitud de onda.
{\displaystyle I=I_{0}{{\left[{\frac {\sin \left({\frac {\pi }{\lambda }}a\theta \right)}{{\frac {\pi }{\lambda }}a\theta }}\right]}^{2}}{{\left[{\frac {\sin \left({\frac {\pi }{4}}N\sin \theta +{\frac {N}{2}}\phi \right)}{\sin \left({\frac {\pi }{4}}\sin \theta +\phi \right)}}\right]}^{2}}}
El seno alcanza su máximo en {\displaystyle {\begin{matrix}{\frac {\pi }{2}}\end{matrix}}} de esta forma el numerador del segundo término es =1.
{\displaystyle {\frac {\pi }{4}}N\sin \theta +{\frac {N}{2}}\phi ={\frac {\pi }{2}}}
{\displaystyle \sin \theta ={\Big (}{\frac {\pi }{2}}-{\frac {N}{2}}\phi {\Big )}{\frac {4}{N\pi }}}
{\displaystyle \sin \theta ={\frac {2}{N}}-{\frac {2\phi }{\pi }}}
Según N aumenta, el término será dominado por {\displaystyle {\begin{matrix}{\frac {2\phi }{\pi }}\end{matrix}}} .Dado que el seno oscila entre +1 y -1 podemos observar que {\displaystyle \phi =-{\begin{matrix}{\frac {\pi }{2}}\end{matrix}}} tendrá su máximo de energía en un ángulo dado por::{\displaystyle \theta =\sin ^{-1}(1)={\begin{matrix}{\frac {\pi }{2}}\end{matrix}}=90^{\circ }}
Además ,podemos ver que si deseamos ajustar el ángulo en el que emitimos el máximo energético, únicamente hemos de ajustar el desplazamiento de fase φ entre las antenas sucesivas. El desplazamiento de fase corresponde al ángulo negativo de máxima emisión. Unos cálculos similares demuestran que el denominador es minimizado por el mismo factor.

## Tipos de "arreglos en fase"
Hay numerosos tipos de "arreglos en fase". Básicamente:
- "arreglos en fase" en el dominio temporal
- "arreglos en fase" en el de la frecuencia

Un "arreglo en fase" en el dominio del tiempo funciona mediante operaciones temporales. La operación básica se denomina "retarda y suma" (delay & sum). Funciona retardando la señal de entrada de cada arreglo una cierta cantidad de tiempo, y después las suma todas. En ocasiones se multiplica el arreglo por una ventana para incrementar el radio del lóbulo principal o de los laterales del diagrama de radiación, y para insertar ceros en las características. 
Hay muchos tipos de "arreglos en fase" en el dominio de la frecuencia. El primer tipo separa componentes frecuenciales presentes en la señal recibida en diferentes haces usando filtros y FFT. Cuando se le aplican a cada componente frecuencial los diferentes retardos y sumas, es posible apuntar el lóbulo principal hacia diferentes direcciones para diferentes frecuencias, lo que es una gran ventaja para enlaces de comunicaciones.
Otro tipo de "arreglos en fase" hace uso de las denominadas frecuencias espaciales. Esto significa que se realiza una FFT entre los diferentes elementos del arreglo, pero no al mismo tiempo. La salida de la FFT de N puntos son N canales que son divididos en espacio. Esta aproximación hace muy simple la implementación de diferentes "arreglos en fase" en el mismo tiempo, pero no es muy flexible porque sus direcciones de radiación son fijas.